# 論文工廠
論文工廠（essay mill、term paper mill）是指接受客戶委託，代寫學術論文（安排其他人代寫論文）的公司。客戶需提供有關論文的主題、長度、希望完成時間等資訊。之後客戶會依照頁數付費。
論文銀行（essay bank）的概念類似論文工廠，是讓學生購買針對各主題，已經寫好的論文，被抓的風險較高。論文工廠和論文銀行都是學術不端的一種，在許多地區會受到法令的限制。

## 歷史
論文工廠背後的概念可以追溯到十九世紀中，在兄弟會房屋地下室的「論文庫」（paper reservoirs），有些也稱為是「博愛檔案」（fraternity files），是學生們分享彼此的學期作業，或是取得其他同學已完成作業的一個方法。這些「論文庫」也引發了人們將捉刀代寫作業的行業商業化的想法。早在1950年代，在大學校園的附近就已有這類服務的廣告，內容包括代筆寫博士學位論文、碩士論文及學期論文。
和這些實務同時出現的，是1960年代到1970年代學生態度的改變，他們看到社群參與的好處，於是不再勤奮的寫每一門課的作業。在教室外活動的焦點不再是以往的注重班級活動，而是推廣校園附近的代寫作業服務。
很快的，就出現了一些公司，幫學生寫客製化的論文，並收取酬勞，這類的公司一般會在大學校園附近。學生可以走進學校附近的建築物、看作業相關的價目表、直接和接洽人討論並下訂單，也可能從這些公司的地下室的一些回收論文中選擇合適的論文。

## 產品與服務
論文工廠會僱用大學生、研究生及專業寫作者來代筆寫作論文，用張貼廣告的方式來招攬大學生的生意。1990年代早期，這類的公司會由郵購的方式來提供服務，也有可能公司就在大學城的附近。2000年時，大部份的論文工廠已經改為電子商務的模式，利用網站來招攬生意。販售論文。論文工廠一般會提供一些受歡迎主題的免費樣本論文，在網路搜尋時比較容易被搜尋到。
客戶若要購買論文，需要填寫表單，說明論文希望的型式、主題、要有多少頁，何時需要完成。在這交易的另一方，論文工廠中的員工會在這些請求中找到一些看起來有意思，可以快速寫完，滿足頁數要求的論文或作業。代筆者以往可能對此一主題沒有相關知識，不過這個不是問題，若主題的研究不難，代筆者可能就會自行完成相關研究，並且完成作業。
客戶最後取得的產品會依所付的費用有所不同。最貴的產品是已經寫好的論文（甚至可能是學位論文），學生可以直接繳交。論文會按照學生事先提出的特定指引，包括使用特定的參考資料、事先選定的主題，以及學生希望得到的分數。有些學生找論文工廠的原因是希望提升其GPA，不過也有學生會刻意購買成績只有C的論文，減少學校懷疑他們學術不端的可能性。最便宜的選項是一個論文的大綱資訊，說明論文中應該要有哪些內容，再由學生自行撰寫。因為這種交易性質的特殊性，論文工廠只提供大綱，論文仍是學生寫的，學校很難以學術不端方式來處理購買大綱的行為。
論文銀行（essay bank）和論文工廠有些不同，學生可以直接購買一些已事先寫好的論文。不過此一作法的論文不是客製的，比較容易被學校發現。這種服務的價格也比論文工廠要低很多。

## 相關法律及訴訟
美國第一個有關論文工廠的訴訟是在1972年的《紐約州訴薩克斯尼特案》（State of New York v. Saksniit）。是州政府認為某一論文工廠的商業模式觸犯紐約州教育法。教育法「譴責用詐欺手段獲得學位的人，以及幫助、教導其他人如何做的人」。州政府指出學生從論文工廠購買論文當作作業，就算公司說他們所寫的論文只是因為研究目的所寫，但公司的廣告中仍有提到使用產品中成績的提昇，鼓勵其他學生使用。法院認為公司的免責聲明無法保護公司，因為公司鼓勵欺騙及剽竊的作法，會損害教育系統。裁決結果要求該公司停止在紐約州的營運。之後又有發現過幾次的訴訟，結果都是處罰論文工廠的寫手，而不是處罰購買論文的學生。
加州教育法典66400條 「懲罰提供或販售學期論文、論文或學位論文營利的人」。此法案適用論文提供者／販售者知道（或應該知道）收到論文的人會用論文取得學分或學位的情形。加州居民或教育機構可以「為了本身、加州學生、或是公眾的權益」針對侵犯法律者提出訴訟，並要求「任何必要的補償措施。」。此法案和紐約州的法案有許多地方不同，包括論文供應者的責任，就算他們聲稱論文不是蓄意作為取得學分或學位使用，只要法院認為論文供應者應該會知道此一結果，或是認為此聲不可靠（例如有些論文工廠聲稱其產品不是為了學生取得學分或學位，但其廣告中也提到論文工廠的論文獲得的分數很高），他們就需要負責。
2011年《佛羅里達州法規》的877.17章指出販售「文件、錄影、繪畫、藝術或是其他形式的作業」，讓其他人「在維持相當比例內容不變的情形下」當作自己作業繳交 ，這屬於二級輕罪。依佛羅里達州法律，二級輕罪需坐牢60天。

## 批評及爭議
學術界指責論文工廠幫助學生從事學術不端的行為。
有些論文工廠對這類指責的回應是表示他們賣的是事先寫好的論文範本，讓學生可以作為自己在寫作業的指引及範本。2002年時，UK的論文工廠Elizabeth Hall Associates會要求購買論文的學生填寫聲明書，其中聲明「Elizabeth Hall Associates所提供的任何資料是在雙方理解，這只作為參考資料的情形下提供」。其他的論文工廠則表示他們是「學術出版商」，提供學生論文，讓學生可以在其作品中引用。
來自不同學術背景的學生比較容易使用論文工廠。許多常春藤大學或學院有發現其學生有從論文工廠購買論文當作個人作業。加州聖地牙哥大學一年抓到有六百名學生學術不端。而論文工廠購買論文也屬於學術不端的一種。
論文工廠的論文也造成許多倫理上的爭議。有些人認為這是不符合倫理的，但也有人認為這沒有倫理上的爭議。人們認為論文工廠的論文沒有倫理爭議的原因如下：有些客戶提出他們向論文工廠買的是校對的服務。論文工廠的寫作者閱讀客戶的文章，針對內容及文法上的錯誤提出建議。他們和論文工廠接洽的目的是確保其引用資料都正確無誤。有些客戶表示他們接洽論文工廠的原因是因為社會對學生要取得學術成就這件事上，給予太大的壓力。學校對於GPA以及分數的重視給予學生很大的壓力，因此學生會擔心，感覺他們很可能無法在期限內完成作業。為了可以準時繳交作業，學生們才接洽論文工廠。也有人將論文工廠和商業上的類似情形比較。有些學生及客戶認為論文工廠類似公司將部份人力或業務外包的情形。人力外包或業務外包是企業常見的作法，因此暗示社會大眾應該也可以接受使用論文工廠論文的情形。
相對的，也有人認為使用論文工廠的論文在倫理上是有爭議的。這讓學生以其他人的作品來取得學分或是學位，屬於欺騙及剽竊。學術組織也擔心論文工廠對學習的影響。使用論文工廠文的學生沒有進行完整的研究過程，這本身應該就是一個學習的經歷。有些學者，例如杜克大學心理學及行為經濟學的教授，也是《The (Honest) Truth About Dishonesty》一書的作者丹·阿里利（Dan Ariely），擔心論文工廠所提供給學生的訊息。他認為論文工廠的存在，會鼓勵學生懶惰，讓學生認為懶惰是可被接受的。阿里利發現論文工廠會在其網站上使用一些鼓勵剽竊的宣傳用語。
學生多半都知道使用論文工廠的論文是不對的。依照帕特里克·斯坎倫（Patrick Scanlon）及大衛·諾伊曼（David Neumann）所作的論究，有90%的學生承認此作法是不對的。同一個研究中也指出，學生認為身邊的同學中，有20%常常會使用論文工廠的論文。
許多客戶會認為他們在論文工廠的網站訂購論文時，會有同一國家的人撰寫他們的論文。其實不一定如此，許多論文工廠是國際性的，在全球都有員工。有可能其中許多的論文是由其他國家的人所撰寫，而且寫作者中也有許多沒有碩士學歷，英文也只是他們的第二語言而已。
國際性的論文工廠讓業主可以讓一些低工資國家的員工撰寫論文，再販售給一些高工資國家的客戶，因此賺取高額利潤。一篇2009年《高等教育紀事報》（he Chronicle of Higher Education）的研究指出，美國客戶每一頁論文的付費是美金20至30元，但海外的論文撰寫者每頁的報酬只有美金1至3元。相較於美國國內的論文撰寫者，每頁美金1至3元的報酬是非常低的。另一篇2010年《高等教育紀事報》的研究訪問了美國的論文撰寫者，他說客戶論文所付的費用中，真正給他的約有50%。
在美國，論文撰寫者的所得差距有到五倍之多截至2010年。有些美國的論文撰寫者，每月因論文撰寫的最高收入為一千美金，截至2009年屬於低薪資。有些比較好的論文撰寫者每月可以有五千美金的收入。

## 打擊學術不端的策略
為了打擊這種學術不端的行為，大學及學院也發展出許多不同的策略。有些教授會要求學生繳交作業的電子檔案，因此可以用内容抄袭检测軟體（例如Turnitin），將作業和内容抄袭检测資料庫中，已知論文工廠的論文比對，也有一些内容抄袭检测軟體的軟體可以比對用詞或寫作風格，以統計學的方式估算學生是否是論文真正的作者。
其他學校會訂定規則，若懷疑學生的作業是由其他代筆者所寫，會允許教授針對作業或論文進行口試。若學生不熟悉其撰寫論文的內容，或是論文的參考資料，會認為學生可能涉及學術不端，這也違反了學校要求學生遵守的規定。
若學生可能涉及學術不端，一般會由半司法性的行政委員會審理其案件，並且審查相關的證據。若確認學生學術不端，其懲罰從該項作業零分、學術不端的科目不及格，若嚴重或是履犯的情形，可能會停學或是退學。有些情形下，會取消學術不端學生的學術成就、學位或是獎項。

## 延伸閱讀
- . New York: Harcourt. 2004.[需要完整来源]
- Lathrop, Ann; Foss, Kathleen. . New York: Libraries Unlimited. 2000.
- Page, James. . Journal of Higher Education Policy and Management. 2004, 26 (3): 429–433.